# Ludwig Hirt
Ludwig Hirt (ur. 2 kwietnia 1844 we Wrocławiu, zm. 1907) – niemiecki lekarz neurolog.
Studiował medycynę na Uniwersytecie Fryderyka Wilhelma w Berlinie, Królewskim Uniwersytecie w Breslau, Uniwersytecie Juliusza i Maksymiliana w Würzburgu oraz Uniwersytecie Karola w Pradze; studia ukończył w 1868. Od 1877 był profesorem nadzwyczajnym na uczelni wrocławskiej.

## Wybrane prace
- Die Krankheiten der Arbeiter : Beiträge zur Förderung der öffentlichen Gesundheitspflege. In zwangloser Folge. Breslau : Ferdinand Hirt & Sohn
  - vol. 1 Erste Abtheilung : Die inneren Krankheiten der Arbeiter
  - vol. 1.1 (1871) Die Staubinhalations - Krankheiten und die von ihnen besonders heimgesuchten Gewerbe und Fabrikbetriebe Michigan
  - vol. 1.2 (1873) Die in Folge der Einathmung von Gasen und Dämpfen entstandenen Krankheiten (Gasinhalations-Krankheiten) und die von ihnen besonders heimgesuchten Gewerbe- und Fabrikbetriebe Michigan
  - vol. 1.3 (1875) Die in Folge der Beschäftigung mit giftigen Stoffen entstandenen Krankheiten (Gewerbliche Vergiftungen) Michigan
  - vol. 2 Zweite Abtheilung : Die äusseren (chirurgischen) Krankheiten der Arbeiter Michigan
- Lehrbuch der Electrodiagnostik und Electrotherapie. Stuttgart : Enke 1893 Internet Archive
- Pathologie und Therapie der Nervenkrankheiten 1. ed (1888-1890) Columbia University; 2. ed. (1892-94)